# Fanovska literatura
Fánovska literatura ali literatura fanov je poseben tip književnosti, ki jo pišejo ljubitelji na podlagi likov in situacij nekega izvirnega literarnega ali druge vrste dela (stripa, filma, risanke, videoigrice, spletne igre ipd.). Posebna lastnost, ki jo ločuje od literature sicer, je izpeljanost iz (literarne) predloge. Elementi izvirnika, ki jih fani prevzemajo v svojem pisanju, so poimenovani kanon. Fanovske zgodbe praviloma niso knjižno izdane, objavljajo se v tako imenovanih fanzinih, revijah ali glasilih, ki jih izdajajo fanovski klubi, v največji meri pa na spletnih arhivih in fanovskih forumih. Takšno pisanje nastaja iz želje ljubiteljev nekega dela, da bi se zgodba njihovih priljubljenih literarnih likov nadaljevala ali da bi se ti preizkusili v situacijah, ki si jih izvirni avtor ni zamislil.
Fanovska literatura v večini nastaja na podlagi literarnih uspešnic. Zgodbe, ki jih fani prosto objavljajo na spletu, niso avtorizirane in tako odpirajo vprašanje kršenja avtorskih pravic. Slovenska zakonodaja dopušča proste predelave knjižnih del, med katere bi lahko uvrstili tudi fanovsko literaturo, vendar na Slovenskem ta problem ni izpostavljen. Nekatere ameriške organizacije se zavzemajo za uvrstitev fanovske literature v okvir poštene uporabe.

## Zgodovina
Pred letom 1965 je bil termin fan fiction rabljen v anglo-ameriškem znanstvenofantastičnem fanovstvu, a v drugačnem pomenu od današnjega. Označeval je izvirna, čeprav amaterska dela znanstvene fantastike (v glavnem krajše zgodbe), v nasprotju s profesionalno objavljenimi deli poklicnih avtorjev. Sodobna definicija termina izključuje popolnoma izvirna dela, avtorji fanovske literature v svojem pisanju uporabljajo like in situacije, ki so jih ustvarili že drugi pisatelji.